# Sciapus flagellaris
Sciapus flagellaris är en tvåvingeart som först beskrevs av Frey 1925.  Sciapus flagellaris ingår i släktet Sciapus och familjen styltflugor. Inga underarter finns listade i Catalogue of Life.